# Heinrich Schütz (Mediziner)
Emil Heinrich „Heinz“ Schütz (* 12. April 1906 in Schmiedeberg; † 12. November 1986 in Feldafing) war ein deutscher Internist und Sanitätsoffizier, der sich in der Zeit des Nationalsozialismus an Menschenversuchen im Konzentrationslager Dachau beteiligte.

## Leben
Schütz stammte aus einer bürgerlichen Familie. Sein Vater hieß ebenfalls Heinrich (1870–?), war Badearzt in Schmiedeberg und Mitglied der Freimaurerloge Zur Eule auf der Warte in Eilenburg. Er studierte ab 1925 Medizin an der Ludwig-Maximilians-Universität München. Im Jahr 1926 wurde er Mitglied des Corps Bavaria München. Als Inaktiver wechselte er an die Universitäten in Paris und Leipzig. Nachdem er 1931 das Staatsexamen bestanden hatte, promovierte er 1932 zum Dr. med.

### Chemnitz
Im Jahr 1936 wurde Schütz Oberarzt der Inneren Abteilung vom Stadtkrankenhaus Chemnitz, trat der SS bei (SS-Nummer 312.267) und zum 1. Mai 1937 der NSDAP. Seit Ende 1938 führte er eine eigene Arztpraxis in Chemnitz. Sein Tätigkeitsfeld umfasste auch Verlobungs- und Einstellungsuntersuchungen, die die SS im Rahmen der Nationalsozialistischen Rassenhygiene von ihren Mitgliedern forderte.

### Dachau
Seit 1940 war Schütz im SS-Lazarett Dachau beschäftigt. Im Jahr 1941 wurde er zur SS-Panzerdivision Leibstandarte SS Adolf Hitler versetzt, im März 1942 – einhergehend mit der Beförderung zum SS-Sturmbannführer – übernahm er die Leitung der Inneren Abteilung des SS-Lazaretts Dachau. Mitte Juni 1942 wurde Schütz Leiter der Biochemischen Versuchsstation im Krankenrevier des KZ Dachau. Dort erprobte er biochemische Heilmittel an Häftlingen, die er mit bakteriellen Eitererregern (Phlegmonen) infiziert hatte. Die Opfer waren vor allem polnische Priester im Pfarrerblock (KZ Dachau). Hintergrund war die These, dass Krankheiten auf einer Störung der Gewebesalze in den Körperzellen beruhen und durch Mineralzufuhr in homöopathischer Verdünnung geheilt werden könnten. Obwohl die meisten Versuche mit dem Tod der Erkrankten endeten, wurden die biochemischen Mittel weiter erprobt, ungeachtet der Tatsache, dass mit den Sulfonamiden wirksame Medikamente zur Verfügung standen. Bei diesen Versuchen halfen ihm unter anderem Waldemar Wolter und Karl Babor. Im September 1944 wechselte Schütz als Chefarzt an das SS-Lazarett in Bad Aussee.

### Essen
Ab Kriegsende von den Alliierten in einem Internierungslager festgehalten, kam Schütz 1947 frei und ließ sich in Essen als Facharzt für Innere Medizin nieder. Im Jahr 1971 wegen der Menschenversuche in Untersuchungshaft genommen, erreichte er gegen Zahlung einer Kaution seine Haftverschonung. Im Dezember 1972 eröffnete das Landgericht München II (AZ 12 Ks 1/72) wegen seiner Beteiligung an Menschenversuchen ein Verfahren gegen Schütz, Heinz Wolf ein Vorstand der Klöckner Werke bezahlte anschließend die sechsstellige Kaution.
Am 20. November 1975 verurteilte es ihn wegen „Beihilfe zum Mord und versuchten Mord“ in elf Fällen zu zehn Jahren Freiheitsstrafe. Aufgrund ärztlich bescheinigter Haftunfähigkeit musste Schütz seine Haftstrafe nicht antreten.